# Opitter
Opitter est une section de la ville belge de Brée située en Région flamande dans la province de Limbourg. C'était une commune à part entière avant la fusion des communes de 1977.

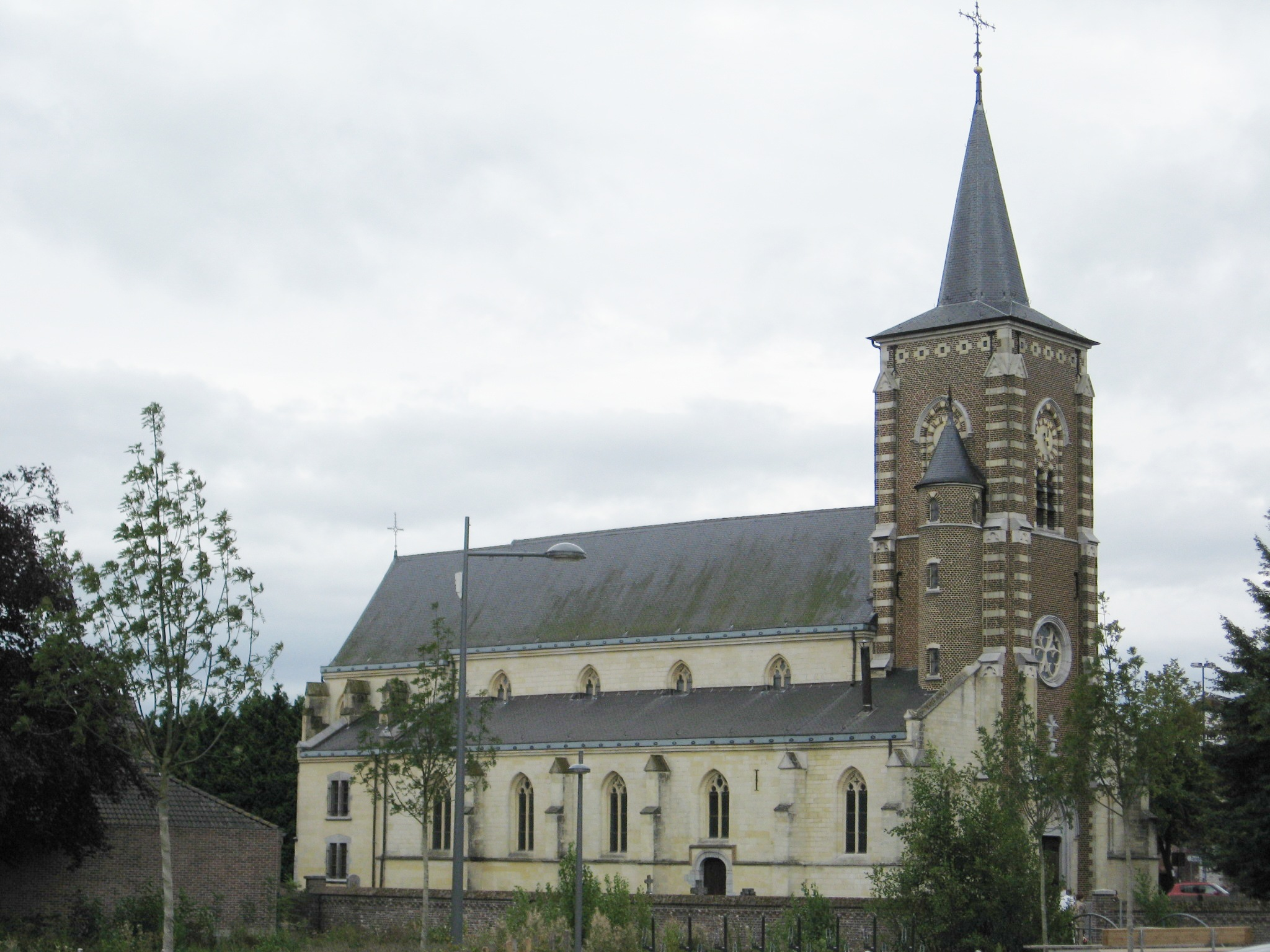
Église Saint-Trudon

## Évolution démographique
Sources: INS et www.limburg.be
- Bronnen: Annexion de Tongerlo en 1971